# Suncus etruscus
Il mustiolo  (Suncus etruscus Savi, 1822), detto anche pachiuro etrusco,  è un mammifero della famiglia dei Soricidi.

## Descrizione
È il mammifero più piccolo al mondo per massa (il Craseonycteris thonglongyai è invece il più piccolo per lunghezza del corpo e del cranio). Somiglia agli altri toporagni, ma se ne distingue per essere molto più piccolo. Il suo corpo, lungo da 3,6 a 5,2 cm, è ricoperto di un pelame serico, sottilissimo, di colore tra il grigio e il bruno rossastro, più chiaro sotto al ventre che sul dorso. Lunghissimi peli tattili, su tutto il corpo, superano di molto gli altri peli della pelliccia. La coda, lunga da 2,4 a 2,9 cm, è ugualmente fornita di numerosi peli, molto lunghi. La testa è appuntita; gli occhi, molto piccoli, affondano nel pelame. Le orecchie, invece, sono grandi e si fanno ben notare. Il muso è fornito di lunghissimi baffi, o vibrisse. I denti del mustiolo sono interamente bianchi.

## Distribuzione
Questa specie si trova in tutti i paesi attorno al Mediterraneo. La sua distribuzione geografica si estende verso oriente, fino al Pakistan e all'India. In Africa scende fino alla Tanzania e al Natal. In Europa è stato segnalato in Ticino (Svizzera), nel sud della Francia, dove i suoi resti ossei abbondano nelle borre dei rapaci notturni, e nella zona della Charente. È presente pure nella penisola iberica e nei Balcani, nonché in Turchia.
In Italia è presente in quasi tutta la penisola ad eccezione dei rilievi alpini; è presente anche in Sicilia e Sardegna, nonché in alcune isole minori (Asinara, Tavolara, Egadi, Pantelleria e Lampedusa). In Sardegna, in particolare, è presente una sottospecie endemica, Suncus etruscus pachyurus (Küster, 1835).

## Comportamento
Il mustiolo etrusco è praticamente invisibile nel suo ambiente naturale, da un lato per la sua ridottissima taglia, dall'altro per le sue abitudini molto discrete e parzialmente notturne. Per l'esattezza, non si può parlare di esso come di un animale notturno, essendo attivo in qualsiasi ora del giorno e della notte; ma la sua attività è intervallata da periodi più o meno lunghi di riposo. Il suo habitat comprende cespugli, ammassi di rami e foglie, i bordi di vecchi muri, mucchi di pietre, ecc. Cercando con molta attenzione e perspicacia, è possibile trovare il mustiolo quasi dappertutto, perché la sua presenza non è condizionata da un particolare habitat. Unica condizione indispensabile per la sua sopravvivenza è il calore.

### Alimentazione
Nonostante la sua taglia davvero insignificante, il mustiolo etrusco è un temibile carnivoro. Attacca senza esclusioni tutte le prede che riesce a individuare, purché siano più piccole di se stesso. Nel 1957, B. Koch e J. Vasserot osservarono che un mustiolo, tenuto in cattività, non osava attaccare una cavalletta, di grandezza uguale alla sua. Il mustiolo individua le prede a 25–30 cm di distanza. Alza la testa agitando i suoi lunghi baffi, quindi si precipita sulla vittima, mordendola con incredibile accanimento. Il mustiolo sa trovare le parti molli e vulnerabili del corpo degli insetti e non morde nelle parti dure, dove i suoi attacchi sarebbero inefficaci. Divora immediatamente la preda, poi abbandona i resti e parte alla ricerca di una nuova vittima. Rifiuta gli insetti fetidi, come le cimici, e indietreggia, dopo avere simulato l'attacco, quando si trova davanti una preda troppo grande per la sua taglia.

### Studi in cattività
Fino a pochi anni fa, la biologia e le abitudini del mustiolo etrusco erano sconosciute. Bisognò attendere la pubblicazione dei lavori dello zoologo svizzero P. Vogel, nel 1970, e quelli del francese R. Fons, nel 1973, per svelare i misteri della vita di questo minuscolo mammifero. L'unico metodo possibile era l'allevamento in cattività, che presenta però alcune difficoltà, sia perché il mustiolo etrusco è sensibilissimo al cambiamento di temperatura, sia per la forte mortalità derivante dalla mancanza di cibo adatto. I mustioli vengono catturati in scatole metalliche, interrate al livello del suolo, in cui essi cadono, senza poterne tornare fuori. È indispensabile controllare le trappole parecchie volte al giorno e nel corso della notte, per evitare che i mustioli catturati muoiano per mancanza di calore. Infatti, basta lasciare uno di questi mammiferi poche ore senza nutrimento o esposto a una temperatura inferiore ai 15 °C, per vederlo morire.
I mustioli si allevano in terrari, il cui suolo sia ricoperto di terra. È opportuno preparare un nido in gesso, consistente in un labirinto di corridoi che sboccano in una cameretta centrale. Allo stato libero, il mustiolo etrusco cerca sempre mucchi di pietre o sconnessioni in vecchi muri per sistemarvi il proprio nido, perché esso ha bisogno di sentire un contatto permanente sulle varie parti del corpo. Questo bisogno di contatto si chiama tigmotattismo. La temperatura ambientale ha un ruolo importantissimo nella vita di questi micromammiferi; durante l'allevamento essa deve variare tra 15 e 30 °C, ma in nessun caso scendere al di sotto dei 15-16 °C. Questi animali si nutrono con vermi di farina, grilli domestici, mosche e altri insetti. Gli si addice benissimo un supplemento di milza di bue. L'acqua non deve mai mancare.

### Riproduzione
Il mustiolo etrusco si riproduce durante tutta la stagione calda. Le prime nascite si hanno in maggio, ma nascite si verificano fino agli inizi di ottobre. I maschi entrano in fregola dal principio di aprile, ed emanano allora un forte odore di muschio. Sono delle ghiandole speciali situate sui fianchi, a emettere quest'odore particolare. La gestazione dura da ventisette a ventotto giorni, alla scadenza dei quali la femmina dà alla luce da 2 a 5 figli. Rare sono però le figliate di 2 e di 5 piccoli; nella maggior parte dei casi, questi sono 3 o 4. Tra i piccoli si riscontra un uguale numero di maschi e di femmine. Nei primi dodici giorni di gestazione la femmina non aumenta di peso, che normalmente oscilla tra 2 e 2,2 grammi. In seguito il peso aumenta e la femmina pesa 3,4 g, per arrivare a 3,6 g verso il ventiquattresimo giorno. In una quindicina di giorni soltanto, l'animale ha quindi aumentato il proprio peso del 75%. Il peso massimo raggiunto da una femmina gestante è di 3,62 g.

### Sviluppo dei piccoli
I piccoli appena nati sono interamente nudi, con la pelle color rosa carico, piena di rughe. I padiglioni delle orecchie sono chiusi, come pure le palpebre. Gli occhi si vedono, in trasparenza, come puntini neri. Le dita dei piedi sono saldate tra loro. Anche le zampe danno l'impressione di essere attaccate al corpo. Questi minuscoli animali, dall'aspetto di larve, alla nascita non pesano che da 0,18 a 0,27 g, mentre la loro lunghezza va da 14,2 a 15,4 mm; si accrescono in maniera molto rapida. Verso il tredicesimo giorno aprono gli occhi e tra il ventesimo e il ventiduesimo giorno raggiungono la grandezza adulta. È allora che diventano indipendenti dai genitori. La loro lunghezza varia da 42,3 a 43,9 mm.

### Ciclo vitale
R. Fons, che ha allevato centinaia di questi animali in cattività, riferisce che la maggior parte delle femmine vive da 10 a 19 mesi. Una femmina visse 26 mesi e 27 giorni, mentre un'altra morì di vecchiaia a 22 mesi e 17 giorni. I maschi hanno una durata della vita di poco inferiore. Ma il primato è detenuto da un maschio, il quale visse in cattività 19 mesi e 11 giorni. R. Fons ritiene che la longevità potenziale di questi micromammiferi sia di circa 2 anni.

## Conservazione
Il Suncus etruscus è una specie tutelata ai sensi della Legge 11/02/1992, n. 157 e protetta dalla Convenzione di Berna.
La Lista rossa IUCN classifica questa specie come a basso rischio di estinzione.